# Arabata Village
Arabata Village är en ort i Kiribati.   Den ligger i örådet Teraina och ögruppen Linjeöarna, i den västra delen av landet, 3 000 km öster om huvudstaden Tarawa. Arabata Village ligger 17 meter över havet och antalet invånare är 190. Den ligger på ön Teraina Island.
Terrängen runt Arabata Village är mycket platt.  Närmaste större samhälle är Tanekore Village, 2,1 km norr om Arabata Village. 